# Strømer i børnehaveklassen
Strømer i børnehaveklassen (originaltitel Kindergarten Cop) er en amerikansk komedie-thriller fra 1990, instrueret af Ivan Reitman og med Arnold Schwarzenegger, Penelope Ann Miller og Pamela Reed i hovedrollerne.

## Modtagelse
Strømer i børnehaveklassen fik en blandet modtagelse af anmelderne og har opnået 52% på Rotten Tomatoes og 61% på Metacritic. Den amerikanske filmkritiker Roger Ebert gav den tre af fire stjerner. Filmen blev en stor publikumssuksess og indbragte $202 millioner på verdensplan, heraf $91,5 millioner i USA. Den havnede på 10. pladsen over de mest indbringene film i 1991, både i USA og på verdensplan.
Filmen blev tildelt en BMI Film Music Award, en Blimp Award ved Kids' Choice Awards og to Young Artist Award.

## Medvirkende
- Arnold Schwarzenegger: John Kimble
- Penelope Ann Miller: Rachel Crisp
- Pamela Reed: Phoebe O'Hara
- Linda Hunt: Miss Schlowski
- Odette Yustman: Rosa
- Richard Tyson: Cullen Crisp
- Carroll Baker: Eleanor Crisp